# Жан Мелије
Жан Мелије (15. јун 1664. – 17. јун 1729) је био француски католички свештеник за ког је након смрти откривено да је написао књигу филозофских есеја који промовишу атеизам. Рад је описао као "тестамент" својој парохији и текст осуђује све религије.

## Биографија
Жан Мелије је рођен 15. јуна у Арденима. Почео је да учи латински од локалног свештеника 1678. и на крају се придружио сјеменишту; касније је изнео у предговору свог Тестамента да је то урадио да би задовољио своје родитеље. Након завршених студија, 7. јануара 1689. године постао је свештеник у Етрепињи у Шампањи. Живео је као сиромах и сав новац који му је остао је поклонио сиромашнима.
Када је умро, у његовој кући су пронађене три копије рукописа од по 633 страница у којима он осуђује организоване религије као "замак у ваздуху" и теологију као "непознавање природних узрока сведених на систем".

## Мисли
У Тестаменту, Мелије одбацује не само Бога традиционалног хришћанства, већ и деистичког Бога. За Мелијеа постојање зла је у супротности са идејом доброг и мудрог Бога. Он је негирао да се духовна вредност може постићи помоћу патње и користио је деистички аргумент стварања против Бога показујући зло које је он дозволио у овом свету. За њега, религије су измишљотине владајуће елите; иако су рани хришћани били примерни у дељењу своје имовине, хришћанство се одавно смањило на подстицање усвајања патње и покорности тиранији, као што практикују краљеви Француске: неправда је објашњена као воља вишег бића. 
Мелијеова филозофија је атеистичка. Такође је негирао постојање душе и одбацио концепт слободне воље. У 5. поглављу пише: "Ако је Бог је несхватљив за човека, онда је наизглед рационално да се никада не мисли о њему уопште". Бога описује као "химеру" и тврди да Бог није неопходан за моралност. У ствари, он долази до закључка да "да ли постоји Бог или не [...] људске моралне дужности ће увек бити исте докле год људи поседују своју природу".
У свом најпознатијем цитату пише о човеку који је "...желео да сви велики људи света и сво племство може бити обешено и удављено цревима свештеника". Он признаје да изјава може изгледати грубо и шокантно, али додаје да је то оно што свештеници и племство заслужују, не из освете или мржње, већ због љубави према правди и истини.
Подједнако је позната верзија Денија Дидроа: "и [с] цревима последњег свештеника удавимо последњег краља". Током политичких немира у мају 1968. године у Француској, радикални студенти су парафразирали његов цитат "човечанство неће бити срећано док последњи капиталиста не буде обешен цревима последњег бирократе."

Мелије је такође критиковао социјалну неправду и скицирао је рурални протокомунизам. Сви људи у региону би припадали комунама у којима ће богатство бити заједничко, а сви ће радити. Засноване на љубави и братству, комуне би се удружиле да помогну једне другима и сачувају мир.

## ВолтеровЕкстракт
Објављени су различити уређени апстракти (познати као "екстракти") Тестамента, због величине оригиналног манускрипта и понекад додаваног материјала који Меслиер није написао. Ови апстракти су били популарни због дужине и стила оригинала.
Волтер често помиње Мелијеа (звао га је "добар свештеник") у својој преписци, у којој каже његовој ћерки "читај и поново читај" Мелијеов једини рад и додаје да "сваки поштен човек мора имати Мелијеов Ттестамент у џепу." 
Волтер је објавио и своју верзију рада, познату као Extraits des sentiments de Jean Meslier. Волтер је променио оријентацију Мелијеових аргумената (мада је било других радова који су ово урадили) тако да се чинило да је он био деиста попут Волтера, а не атеиста.
Још једна књига, Добар осећај (француски: Le Bon Sens), је објављена анонимно 1772. године. Дуго се преписивала Мелијеу, али се испоставило да ју је написао написао Барон Холбах.

## Значај
У својој књизи У одбрани атеизму, атеиста и филозоф Мишел Онфре описује Мелијеа као првог човека који је написао цео текст у прилог атеизму.
Раул Ванегем, теоретичар Ситуационистичке интернационале, је похвалио Мелијеову отпорности према хијерархијској власти, тврдећи да је он био "један од последњих свештеника искрено лојаланих револуционарном основу своје религије".

Према Колину Бреверу (2007) који је био продуцент представе о Мелијеовом животу:

Историчари расправљају о томе ко је први пост-класични атеиста, али Мелије је први ставио своје име на неоспорно атеистички документ. За то што је овај важан догађај у великој мери непризнат (Мелије се не појављује у многим серијалима о атеизму, попут оних Ричарда Докинса) је делимично крив Волтер који је објавио 1761. године грубо искривљен "екстракт", који је представио Мелијеа као деисту и потпуно занемарио његов анти-монархизам и прото-комунистичке ставове.